# Перевесново
Перевесново — деревня в Шуйском районе Ивановской области. Входит в состав Остаповского сельского поселения.

## География
Находится в южной части Ивановской области на расстоянии приблизительно 18 км на юго-восток по прямой от районного центра города Шуя.

## История
Деревня была отмечена на карте 1840 года. В 1859 году здесь (тогда деревня в составе Шуйского уезда Владимирской губернии) было учтено 32 двора.

## Население
Постоянное население составляло 139 человек (1859 год), 36 в 2002 году (русские 100 %), 35 в 2010.